# Eurochannel
O Eurochannel é um canal de televisão por assinatura francês com foco na Europa, no estilo de vida através de filmes, séries e outros programas dedicados à cultura europeia. O canal transmite em áudio original com legendas em inglês, espanhol e português.
O canal está disponível na América Latina, França, Coreia do Sul, Brasil, Estados Unidos, Canadá, Caribe, Angola, Moçambique e Portugal, atingindo mais de 25 milhões de pessoas em 25 países através de 11 milhões de famílias.

## História
O Eurochannel foi originalmente criado pela Televisão Abril (TVA) no Brasil em 1994, em seguida, lançado pela DirecTV. Em 2000, o canal foi adquirido por uma joint-venture do Canal+, subsidiária da Multithematiques e Vivendi.
Em 2004, Gustavo Vainstein, ex-executivo da Noos, uma operadora de cabo francesa, assumiu o controle do canal. Desde 2004, o canal desenvolve seu conteúdo de programação e também criou seus próprios eventos, como o Eurochannel Tour of Short Films.
Devido a retirada do canal na grade de programação da Claro TV no Brasil, que uma das maiores operadoras do país, Gustavo Vainstein disse em carta aberta a Agência Nacional do Cinema (Ancine) que o canal poderá deixar o país, já que as operadoras preferem grandes grupos em suas grades, e que a emissora cumpre com a lei 12.248/2011 imposta pela agência. Em junho de 2018 após sair em algumas praças da Vivo TV o canal apela para que os fãs entre em contato com as operadoras para manutenção do canal no Brasil

## Programas
Em Julho de 2009, o Eurochannel lançou para os seus assinantes uma revista mensal: Guia Eurochannel. Esta revista está disponível cada mês no site do canal em quatro idiomas: português, espanhol, inglês e francês.

### Eurocinéma
Com mais de 70 filmes por mês e 3 novos filmes por semana, o canal prestigia os mais famosos atores europeus como Penélope Cruz, Antonio Banderas, Gérard Depardieu, Catherine Deneuve, Marcello Mastroianni, Monica Bellucci, Olivier Martinez, Géraldine Chaplin, Anthony Hopkins, entre outros.
- Ciclos: 4 filmes do mesmo diretor, mesmo ator, atriz ou sobre o mesmo tema.
- Noites temáticas: dedicadas a um ator ou atriz, a um diretor ou um tema específico, combinando filmes e documentários.
- Noites de nostalgia: tributo aos filmes mais famosos do cinema Europeu.
- Minisséries especiais: “Balzac, Uma Vida de Paixão”, estrelando Gerard Depardieu e Fanny Ardant; “A Criança das Luzes”, estrelando Nathalie Baye; “Rastignac e os Ambiciosos”, estrelando Jocelyn Quivrin e Flannan Obe; “Les Miserables”, estrelando Gerard Depardieu, Jeanne Moreau e John Malkovich; “O Espelho D´Água”, estrelando Line Renaud e Cristiana Reali.

### Euroseries
- The Office, é a série premiada que rompeu com padrões na televisão britânica. São situações familiares a todos que passam o dia trabalhando num escritório. Vencedora do Globo de Ouro de 2004 como a “Melhor Série de Televisão – Comédia” e “Melhor Atuação de Ator em Série de Televisão - Comédia”.
- "Coupling" : com diálogos curtos e engraçados, é uma excelente comédia que apresenta o cotidiano e as relações entre um grupo de amigos que adoram se encontrar e relaxar em alguns pubs de Londres.
- "H": comédia francesa, repleta de detalhes e situações cômicos, que se passa numa clínica ortopédica dirigida pelo lunático professor Strauss.
- Manchild: com grande senso de humor, esta série descreve as desilusões pessoais vividas por quatro amigos, na faixa dos trinta anos, que tentam desesperadamente todas as formas possíveis de viver sua juventude novamente. Uma moderna comédia nada politicamente correta.
- Clara Sheller : seguindo a tradição de Sex and the City, Clara Sheller é uma série francesa urbana, feminina e metrosexual. Repleta de bom humor, a série foi premiada como a “Melhor Série de Televisão” no festival de Luchon em 2005.
- Vênus e Apollo: o bem-sucedido longametragem Instituto de Beleza Vênus, gerou essa série francesa. No seguro e alegre ambiente do salão de beleza, homens e mulheres convivem e compartilham experiências e emoções.
- O Sétimo Céu: série Belga da RTBF, que mostra o dia-a-dia da redação de uma revista, abordando o trabalho, as vitórias e as dificuldades de sua equipe.
- People Like Us: série britânica que acompanha as desventuras de Roy Mallard, interpretado por Chris Langham. Ele é um prestigiado documentarista que viaja pela Inglaterra para produzir filmes, nos quais os protagonistas são pessoas comuns, ou como o próprio título da série sugere, “gente como a gente”.
- Burn it (2003) série britânica.
- Fans United (2005) série britânica.
- High Times (2004) série Escocesa.

### Euromusic
Concertos, entrevistas, vídeos, documentários, reportagens especiais sobre o cenário da música popular européia. Também traz notícias sobre grupos e artistas como: U2, Sting, Spice Girls, Paul McCartney, Alejandro Sanz, Oasis, Fatboy Slim, Coldplay, Craig David, Elton John, Blur, Kylie Minogue, Stereophonics, Enya, Rolling Stones, Take That, The Chemical Brothers, Robbie Williams, Radiohead, Texas, Jamiroquai, Björk. Um grande concerto ou “evento especial” é apresentado todos os domingos à noite.

### Eurotravel
O Eurochannel apresenta programas para desvendar os lugares mais belos e extraordinários da Europa". Desvenda os melhores destinos turísticos, bem como dá sugestões de acomodação, compras, restaurantes e atividades culturais.

### Eurofashion
As últimas tendências e informações do universo da moda com os estilistas mais respeitados. Entre eles, Giorgio Armani, Christian Dior, Valentino, Jean-Paul Gaultier, Gianni Versace, Karl Lagerfeld, Stella McCartney, Alexander McQueen, Vivienne Westwood, Dolce & Gabbana, Issey Miyake, Julien McDonald, John Galliano...
- Descrições dos estilistas mais famosos
- Entrevistas
- Os desfiles mais recentes
- Documentários sobre os nomes mais importantes da moda
- Estilos de vida e tendências

### Euromagazine
Euromagazine oferece uma variedade de programas sobre destacadas personalidades de todo o mundo, de diversas áreas: show business, moda, arquitetura, fotografia, design, artes ou literatura. Nomes como Peter Lindberg, Philippe Starck, Cartier, Gaudí, Monet, Edith Piaf, Garcia Lorca. Famosas lojas de departamentos como Harrod’s e Le Bon Marche também entram em cena.

### Produções Originais
Eurochannel também suas próprias produções com entrevistas dos atores mais famosos que estão sendo cumpridos em Eurochannel e documentários
- Europa Paulistana

O Eurochannel oferece suas próprias produções, de entrevistas a documentários.
O Eurochannel e a Mixer (uma das principais produtoras do Brasil) realizaram uma viagem especial a São Paulo, a megalópole brasileira, para encontrar aqueles expatriados europeus que vivem na capital do maior Estado brasileiro.
Europa Paulistana exibe o estilo de vida e o cotidiano de estrangeiros que compartilham suas experiências, prazeres e dificuldades no dia-a-dia dessa fascinante cidade.
A produção acompanha quatro experiências e pontos de vista diferentes, representados por uma jornalista espanhola, um taxista português, um empresário italiano e um estudante alemão. Eles falam sobre sua vida entre os paulistanos. Essas diferentes histórias desvendam uma variedade de aspectos que definem São Paulo: beleza, excentricidade, diferenças sociais e culturais, importância da família, dedicação ao trabalho, e também violência e perigo de suas ruas.
Todas as filmagens foram feitas na cidade de São Paulo, dirigidas por Michel Tikhomiroff e Edu Rajabally, com trilha sonora de André Abujamra. “Europa Paulistana” proporciona uma visão realista das dificuldades, sensações e dúvidas vividas pelas pessoas que moram em São Paulo nos dias atuais.